# Sean Plott
Sean Plott (nascido em 27 de Junho de 1986 em Leawood, Kansas), também conhecido como Day[9], é um ex-jogador profissional de StarCraft: Brood War e um comentarista profissional de e-Sport no StarCraft 2, conhecido por seu webcast diário,  Day9 Daily. Sean se qualificou para a World Cyber Games em 2004, 2005 e 2006 e venceu o torneio Pan-Americano em 2007. Ele qualificou-se para as finais Americanas em outras três ocasiões e foi considerado o "Jogador do Ano" pela PC Gamer em 2010. Sean regularmente aparece como comentarista em torneios de StarCraft ao redor do mundo, incluindo a BlizzCon em 2010 e 2011, o circuito profissional Major League Gaming, a DreamHack e a Team Liquid Star League. Sean foi incluído na lista de "30 mais novos que 30 no Entretenimento", pela Forbes em 2011.

## Biografia
Sean cresceu em Leawood, Kansas, onde jogou StarCraft: Brood War profissionalmente com seu irmão, Nicolas Plott. Ele se graduou em Matemática na Harvey Mudd College, em Claremont, Califórnia, e fez mestrado em Mídia Interativa na University of Southern California, em Los Angeles. Depois da Day[9] Daily de 11 de Maio de 2011, ele anunciou que estaria se dedicando ao StarCraft 2 em tempo integral. Se pretendia comentar partidas ou jogar competitivamente, era incerto. Em 31 de Maio de 2011, durante uma participação no programa State of the Game, Sean anunciou que pretendia realizar stream dele jogando, a partir do momento que ele deixasse de ser "embaraçosamente ruim".

## Carreira no StarCraft: Brood War
Sean era um jogador de ranking elevado no cenário Ocidental, participando de muitos torneios. O seu primeiro grande resultado veio em 2004 quando alcançou o segundo lugar na WCG USA 2004, Sean então representou os Estados Unidos nas grandes finais, nas quais ficou entre os 16 primeiros.
Sean conseguiu vencer o jogador Tcheco Dark_Caleb, mas perdeu para o jogador coreano XellOs, que venceu o torneio sem perder nenhuma partida.
Sean conseguiu o primeiro lugar na WCG USA 2005 e segundo na WCG USA 2006, mostrando grande conhecimento do jogo e profunda análise estratégica. Ele era um contribuidor ativo do fórum TeamLiquid.net, e em 2009 ele iniciou a "Day[9] Daily".

## A Day[9] Daily
A Day[9] Daily é um show diário na web, onde Sean fala sobre partidas profissionais de StarCraft sob o slogan "Be a better gamer" ("Seja um jogador melhor"). Inicialmente, a Day[9] Daily analisava partidas de alto nível do StarCraft: Brood War. Com o lançamento do beta do StarCraft 2, o foco do show mudou completamente para o novo jogo. O show é atualmente apresentado como um webcast educativo onde Sean analisa replays de StarCraft 2. "Esses shows ajudam tanto jogadores novos quanto experientes a entenderem melhor o jogo e demonstra partidas deliberadamente hilárias e insanas durante as Funday Mondays".

## Carreira no StarCraft 2: Wings of Liberty
Sean continuou a usar o seu programa diário como foco de sua vida e carreira, mas, diferentemente do Brood War, seu papel na comunidade é o de um comentarista. Desde o lançamento do StarCraft 2, ele se tornou o narrador de StarCraft 2 mais popular fora da Coreia do Sul, especialmente na América do Norte. Ele é um importante membro do time de narradores da Major League Gaming (MLG), um dos mais populares torneios norte americanos de e-Sports, assim como um narrador frequente da Intel Extreme Masters' Cup.
Ele também é amplamente respeitado como um comentarista do jogo e de suas estratégias sempre mutáveis, compartilhando o seu conhecimento diariamente através do Day9 Daily. Além disso, Sean é uma das estrelas do State of the Game da MLG, onde ele discute sobre notáveis eventos atuais dentro da comunidade de StarCraft, junto com outros membros muito respeitados pela comunidade, como o apresentador do show J. P. "itmeJP" McDaniel, co-estrelas Geoff "iNcontroL" Robinson, Daniel "Artosis" Stemkoski, Tyler "Tyler" Wasieleski, e vários outros convidados que tendem a ser importantes contribuidores ou figuras da comunidade. Sean não jogou StarCraft 2 profissionalmente desde o HDH Invitational, em 2010, e não apresentou nenhuma intenção de o fazê-lo, mas chegou a comentar que voltaria a jogar seriamente.

## Narração
A carreira de Sean no StarCraft 2 tem sido focada na narração. Ele tem sido um narrador chave na Major League Gaming Pro Circuit, na DreamHack, na Intel Extreme Masters' Cup, na North American Star League, e em numerosos outros torneios, pequenos e grandes. Mais notavelmente, Day[9] foi um dos principais narradores da BlizzCon, desde as classificatórias regionais às finais da BlizzCon 2011. Ele também narra eventos os quais ele ajudou a organizar, como a After Hours Gaming League e o torneio que ocorreu no beta do jogo, King of the Beta.

## Outros
Day[9] recentemente decidiu narrar outros jogos, como: Amnesia: The Dark Descent e The Elder Scrolls V: Skyrim. Enquanto joga, ele faz comentários humorísticos, relacionados ao StarCraft e ao mundo real.